# Cohicaleyrodes quadrilongispinae
Cohicaleyrodes quadrilongispinae là một loài côn trùng cánh nửa trong họ Aleyrodidae, phân họ Aleyrodinae.
Cohicaleyrodes quadrilongispinae được Bink-Moenen miêu tả khoa học đầu tiên năm 1983.